# Catharina Carey
Catharina Carey (ca. 1524 – Hampton Court, 15 januari 1569), na haar huwelijk in 1540 Catharina Knollys en vanaf 1547 Lady Knollys, was eerste hofdame van koningin Elizabeth I van Engeland.  Ze was een volle nicht en mogelijk een halfzuster van de koningin.

## Biografie
Catharina Carey werd in of rond 1524 geboren als dochter van William Carey, een hoveling van koning Hendrik VIII, en zijn vrouw Mary Boleyn. Catharina's moeder was de zuster van Anna Boleyn, de tweede vrouw van koning Hendrik VIII. Catharina was een volle nicht van koningin Elizabeth I, met wie ze waarschijnlijk al van kinds af aan bevriend was.
Mary Boleyn was tussen 1522 en 1525 de maîtresse van Hendrik VIII geweest. Het geboortejaar van Catharina Carey is niet zeker. Sommige historici geloven dat Catharina een buitenechtelijk kind was van de koning, waardoor zij ook de halfzuster van Elizabeth I zou zijn. Andere historici suggereren dat dit een gerucht was dat werd verspreid door aanhangers van Hendriks eerste vrouw Catharina van Aragon.  Het verhaal gaat dat Catharina Carey als kind van twaalf getuige zou zijn geweest van de onthoofding van Anna Boleyn in 1536. Het is aangetoond dat dit niet klopt; ze is niet 's nachts bij haar tante in de Tower gebleven om haar af te leiden in de uren voor haar executie.
Catharina Carey was vanaf 1539 erejoffer van achtereenvolgens Anna van Kleef en Catharina Howard, de vierde en vijfde echtgenotes van Hendrik VIII. Op 26 april 1540 trouwde ze met Francis Knollys. Na haar huwelijk was Catharina bekend als Mistress Knollys, en toen haar man in 1547 werd geridderd als Lady Knollys. Als ze niet in Londen waren, woonde het echtpaar in Reading in Berkshire en Rotherfield Greys in Oxfordshire. Ze kregen zestien kinderen. Catharina en haar man waren overtuigde protestanten. Tijdens het koningschap van de katholieke Maria I, vluchtten ze naar Duitsland. Het is bekend dat ze in Bazel en Frankfurt am Main verbleven. Prinses Elizabeth schreef naar haar nicht terwijl ze op het continent woonde.
Toen Elizabeth in 1558 koningin werd, benoemde ze Catharina tot 'eerste vrouwe van de slaapkamer', de hoogste functie onder de hofdames. Elizabeth I heeft Catharina nooit als haar halfzuster erkend en Catharina heeft die familieband ook nooit openlijk geclaimd. Aan het hof werd ze gezien als als de favoriete nicht van de koningin. Zij was een van de weinige vrouwelijke familieleden met wie Elizabeth zich nauw verbonden voelde. Toch was de koningin een veeleisende en moeilijke persoon om voor te werken. Catharina was meermalen in tranen vanwege de onvriendelijke behandeling. Haar kinderen, waaronder Lettice Knollys, kregen posities aan het hof en de bruiloft van haar oudste zoon werd groots gevierd.
Toen de gezondheid van Catharina in 1568 achteruit ging, weigerde de koningin Francis Knollys toestemming om naar het hof te komen om zijn vrouw te bezoeken. Hij was op dat moment belast met het toezicht op de Schotse koningin Maria Stuart, die in Engeland gevangen werd gehouden. Lady Knollys stierf op 15 januari 1569 in Hampton Court. Elizabeth I was diep bedroefd door het verlies van haar nicht en vriendin. Ze werd in april met groot ceremonieel begraven in de St Edmund's kapel in Westminster Abbey.  De koningin betaalde zelf £640 2s. 11d. voor de begrafenis. Er is een kleine gedenkplaat voor Catharina in de Abdij. Haar belangrijkste monument staat in Rotherfield Greys in Oxfordshire.

## Familie
Koning Charles III stamt via zijn grootmoeder Elizabeth Bowes-Lyon af van Catharina Carey.
Catharina Carey wordt wel verward met haar nichtje en naamgenote, de dochter van haar broer Henry.  Deze jongere Catharina Carey (c. 1550 –  1603), later Catharina Howard en gravin van Nottingham, was ook hofdame van koningin Elizabeth I. 
- Library of Congress Control Number: no2015024783
- Virtual International Authority File: 315084995
- WorldCat: E39PBJcr7FydcwvfpgPqQXwjYP